# Peperomia tolimensis
Peperomia tolimensis är en pepparväxtart som beskrevs av Trel. & Yunck.. Peperomia tolimensis ingår i släktet peperomior, och familjen pepparväxter. Inga underarter finns listade i Catalogue of Life.